# Galaxia Bonito Jalisco
Galaxia Bonito Jalisco es una localidad del estado mexicano de Jalisco. Es parte del municipio de El Salto.

## Demografía
| Censo | Población |
| ----- | --------- |
| 2010  | 9 082     |
| 2020  | 20 381    |